# Île Baker
Pour les articles homonymes, voir Baker.
L'île Baker, en anglais Baker Island, est une île inhabitée des États-Unis située dans l'océan Pacifique et constituant un territoire non organisé et non incorporé. Elle est protégée sous le nom de refuge faunique national de l'Île-Baker géré par le United States Fish and Wildlife Service. Occupée pendant moins de dix ans après des décennies d'exploitation de son guano, elle est abandonnée au cours de la Seconde Guerre mondiale et sa protection est assurée à partir de 1974. Sa végétation herbacée est le lieu de vie et de nidification de nombreux oiseaux marins et ses fonds marins comportent une barrière de corail.

## Toponymie
L'île Baker est appelée Baker Island en anglais. Elle est nommée en l'honneur du capitaine américain Michael Baker qui l'a découverte en 1832.
En tant qu'aire protégée, elle est aussi appelée refuge faunique national de l'Île-Baker, en anglais Baker Island National Wildlife Refuge. Durant la Seconde Guerre mondiale, l'île Baker constituait une base militaire américaine sous le nom de base navale aérienne Baker, en anglais Baker Naval Air Station.

## Géographie

### Localisation
L'île Baker est située dans le Centre-Ouest de l'océan Pacifique à vingt-et-un kilomètres au nord de l'équateur, aux trois cinquièmes du chemin reliant la Nouvelle-Galles du Sud (Port Macquarie), en Australie, à Honolulu, la capitale de l'État de Hawaï, et à 3 090 km au sud-ouest de cette dernière ville. Elle se trouve aussi à 1 180 km kilomètres de Tarawa-Sud, aux Kiribati. Elle est entourée des archipels formant ce dernier pays, notamment les îles Gilbert à l'ouest et les îles Phœnix au sud-est, auxquelles s'ajoute l'île Howland située à 68 kilomètres en direction du nord-nord-ouest. À l'instar de l'île Howland, l'île Baker est parfois incluse dans les îles Phœnix.

### Topographie

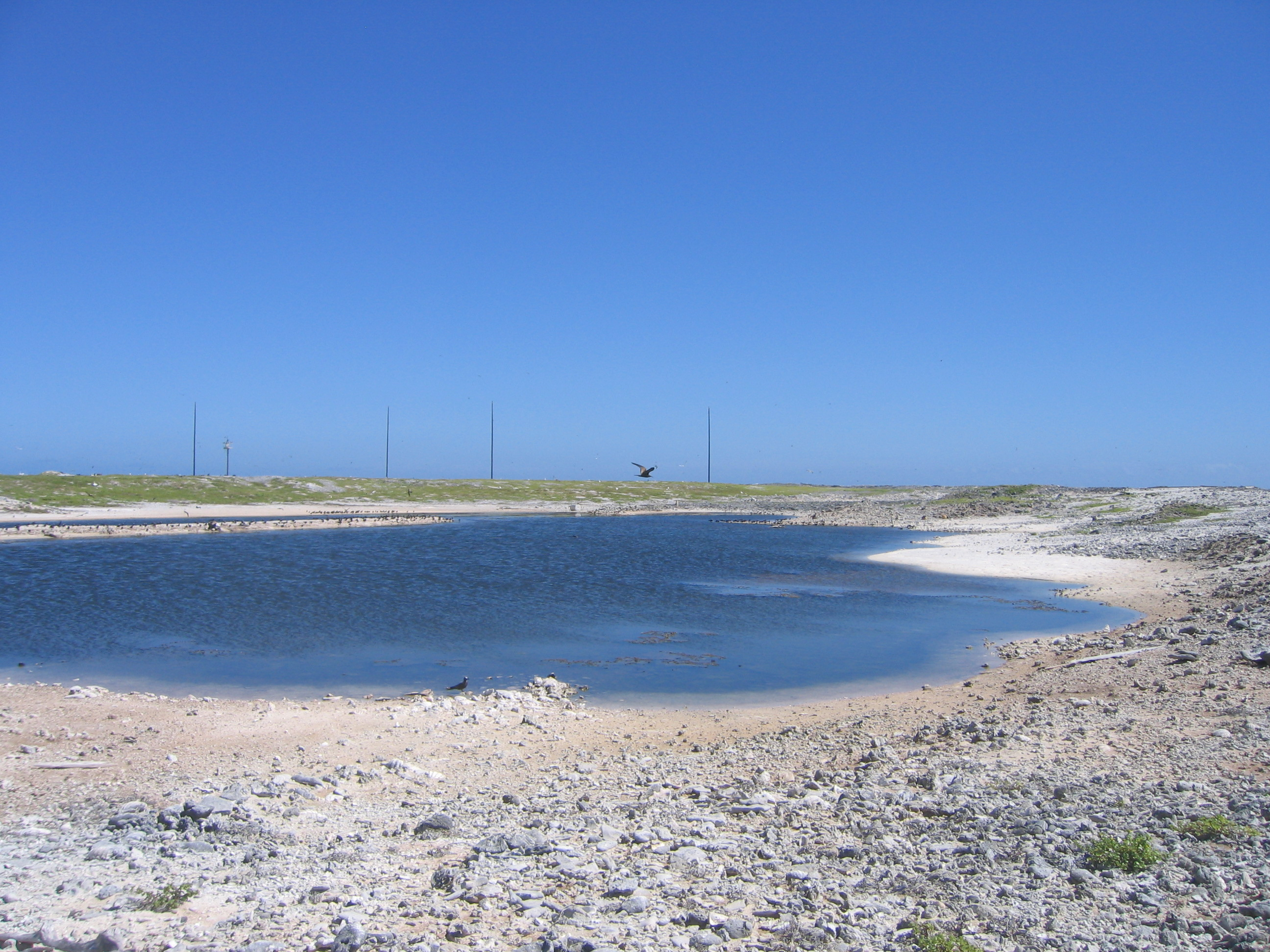
Vue de la lagune de l'île avec les antennes radio en arrière-plan

De forme ovale, l'île couvre une superficie de 2,15 km2. Elle constitue la partie émergée d'un récif corallien recouvrant un ancien volcan sous-marin. Peu élevée avec un point culminant à huit mètres d'altitude, elle ne comporte aucune ressource d'eau douce en surface malgré la présence d'une lagune. Son littoral de 4,8 kilomètres de longueur composé de plages de sable ou de galets corallien est entouré par un récif laissant très vite place à la haute mer. Les courants marins dominants arrivant de l'ouest sont responsables d'une remontée d'eau permettant aux nutriments d'arriver en surface pour être accessibles à la vie marine. Ce phénomène ne se rencontre que dans quelques îles de l'océan Pacifique grâce aux pentes sous-marines abruptes.
Son climat de type équatorial caractérisé par des pluies éparses, des alizés constants et un fort ensoleillement ainsi que sa géologie calcaire entraînent une certaine aridité et des températures élevées.

### Faune et flore

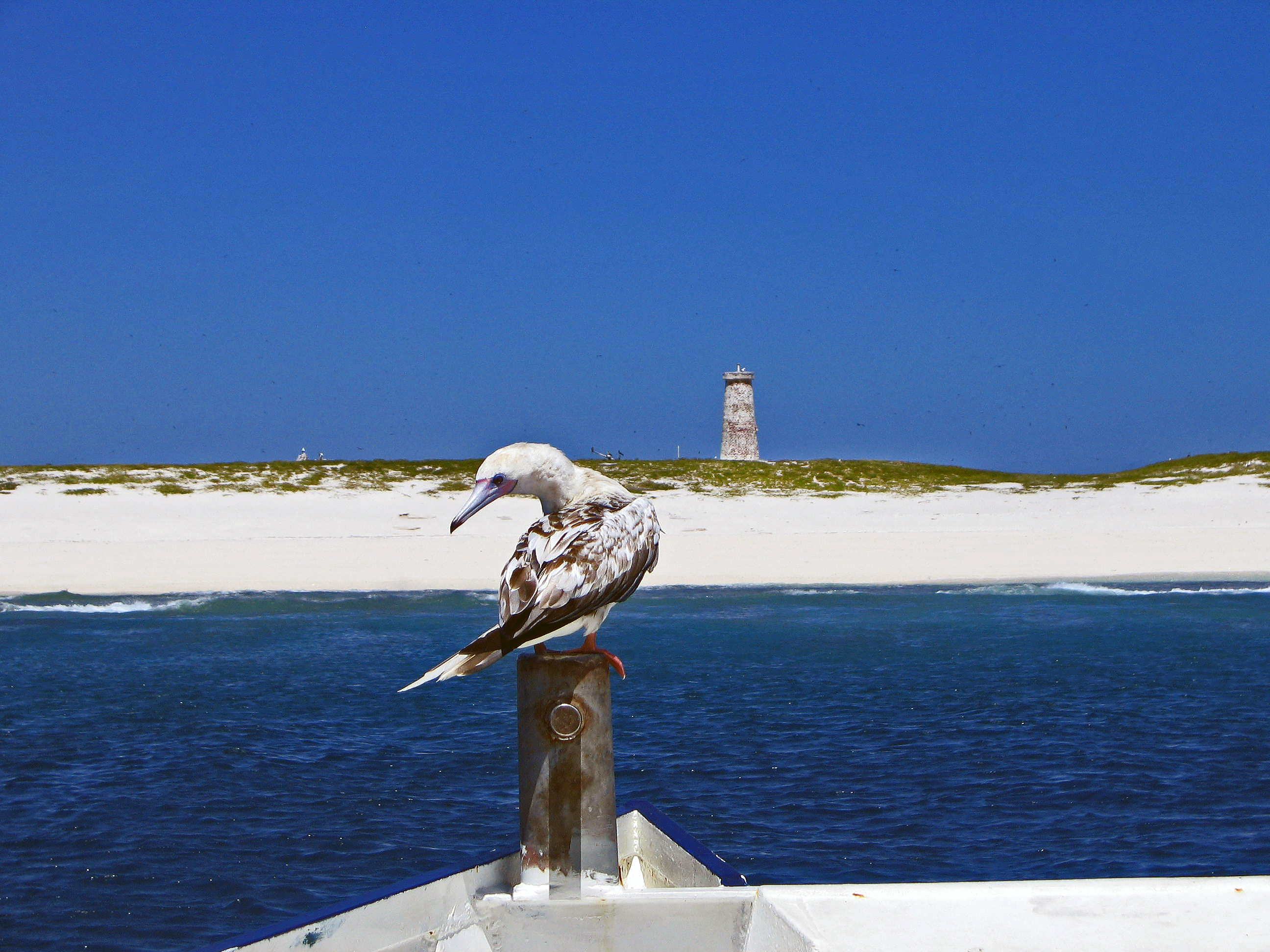
Un fou à pieds rouges posé sur un bateau abordant l'île Baker avec le phare en ruine au dernier plan

L'avifaune représente les espèces animales les plus visibles sur l'île Baker. Ainsi, onze espèces y nidifient dont environ un million de couples de sternes fuligineuses ainsi que des frégates et des fous. Les frégates ariels nidifient généralement dans les arbres, mais, l'île Baker en étant dépourvue, ces oiseaux pondent leurs œufs à même le sol et à 45 centimètres de distance les uns des autres. Certaines espèces migratrices telles le chevalier errant, le pluvier fauve, le tournepierre à collier, le courlis d'Alaska ou encore le bécasseau à queue pointue l'utilisent comme étape. Des bernards l'hermite et des souris domestiques sont aussi présents sur l'île.
La végétation terrestre est rase et essentiellement représentée par des herbes, des graminées et des plantes grimpantes ainsi que quelques buissons peu élevés.
La faune aquatique est représentée par 247 espèces de poissons dont le Napoléon mais aussi des tortues vertes et des tortues imbriquées qui ne pondent cependant pas sur l'île. Les 104 espèces de coraux forment un récif ceinturant l'île et notamment constitué de corail corne de cerf. La flore sous-marine est composé d'une soixantaine d'espèces d'algues.

### Infrastructures
Les seules constructions de l'île Baker se composent notamment des restes de la piste d'aviation de 1 665 mètres de longueur, du campement et d'un phare en ruine ainsi que d'antennes radio.

## Histoire

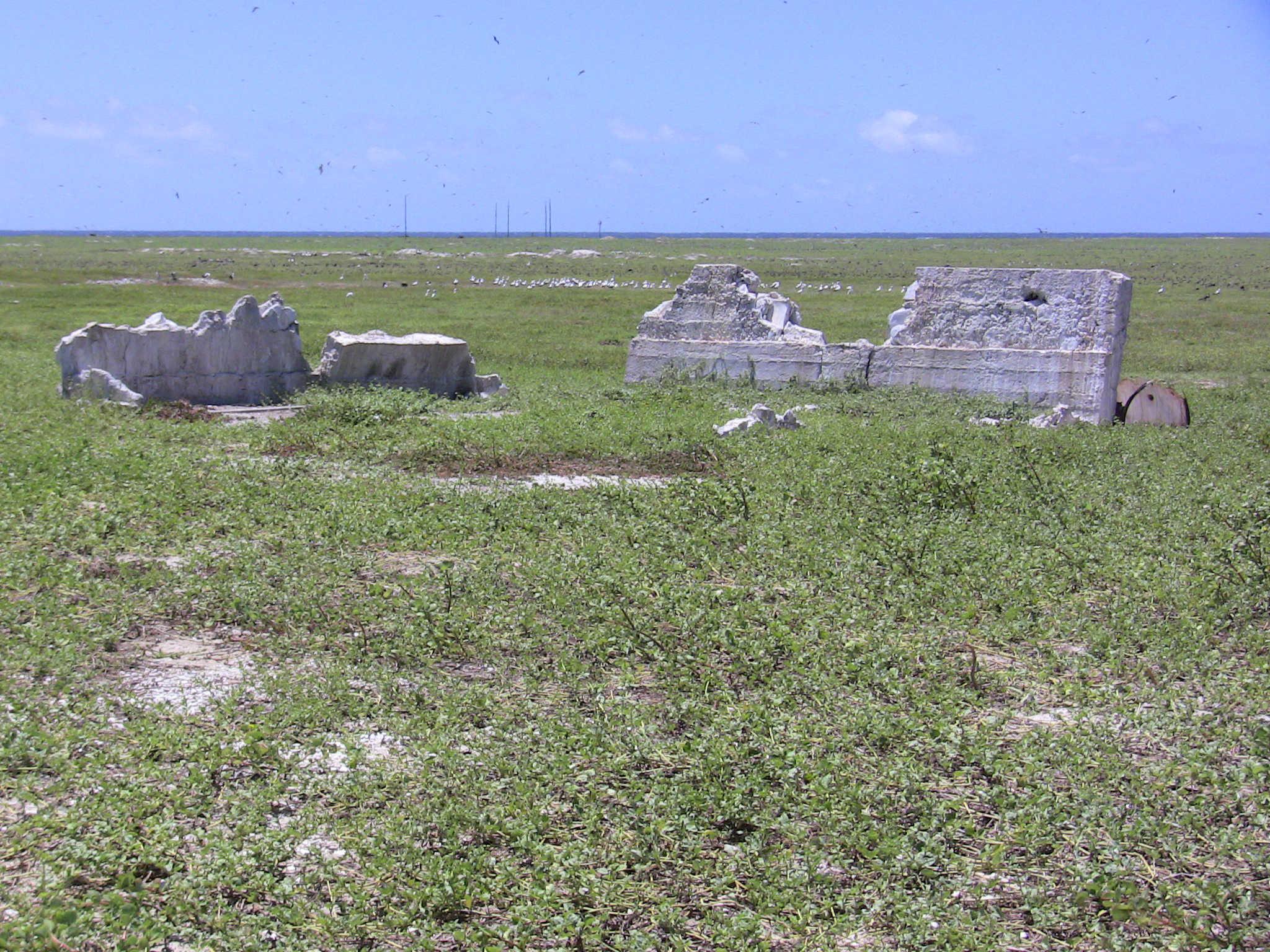
Vue des ruines du campement avec les antennes radio en arrière-plan

### Découverte et revendications
L'île Baker était inhabitée lorsqu'elle fut découverte en 1832 par le capitaine américain Michael Baker, mais ce n'est que le 14 août 1839 que les États-Unis en réclament officiellement la souveraineté avant de l'annexer le 16 août 1857 en vertu du Guano Islands Act de 1856. Cependant, l'île a fait l'objet d'une nouvelle annexion par le Royaume-Uni entre 1886 et 1934 avant qu'elle ne repasse sous contrôle américain en devenant un territoire non incorporé.

### Occupation humaine
Un programme de colonisation est lancé le 3 avril 1935 avec pour but d'affermir la souveraineté américaine sur le territoire mais les colons sont finalement évacués le 7 février 1942 en raison de la participation des États-Unis à la Seconde Guerre mondiale. Les militaires remplacent les civils à partir du 1er septembre 1943 lorsque l'île devient la base navale et aérienne Baker, en anglais Baker Naval Air Station. Une piste d'aviation de 1 665 mètres de longueur y est ainsi construite. Avec le départ des forces armées américaines en mai 1944, l'île redevient inhabitée.

### Protection et études scientifiques

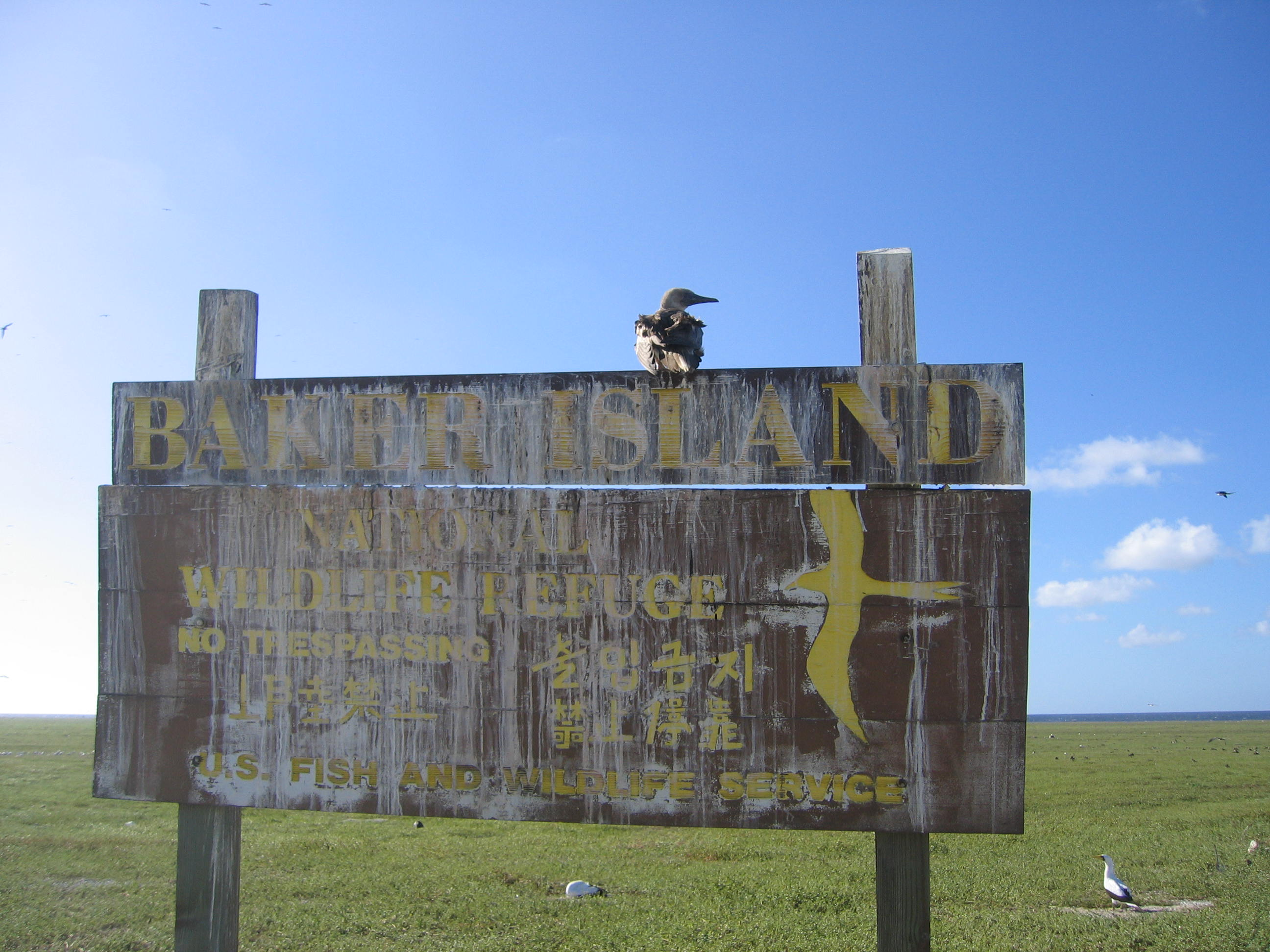
Panneau multilingue avertissant les visiteurs qu'ils se trouvent dans une aire protégée interdite d'accès

L'île Baker fait l'objet d'un classement depuis le 27 juin 1974 en tant que refuge faunique national. Sa protection est renforcée le 6 janvier 2009 lorsqu'est créé le Pacific Remote Islands Marine National Monument.
L'histoire de l'île, une occupation humaine temporaire liée à une activité économique génératrice de perturbation écologique suivie d'un abandon total, permet aux scientifiques d'étudier in situ les mécanismes de résilience de cet écosystème. La faune et la flore de l'île ont fait l'objet de nombreux inventaires. C'est le cas en 1924 en ce qui concerne la flore terrestre composée alors de quinze espèces. Cet inventaire est actualisé en 1965 où il est dénombré 24 espèces et complété en 1993 avec deux autres espèces ainsi que l'espèce endémique Eragrostis whitneyi qui n'avait plus été observée depuis 1924. En 1965, il est mis en évidence que seules quatre espèces d'oiseaux marins nidifient sur l'île Baker.
Des espèces invasives, comme le rat brun arrivé lors de la chasse à la baleine dans ce secteur de l'océan Pacifique et le chat introduit en 1937, ont été éliminées de l'île, respectivement à la fin des années 1930 notamment grâce à la prédation du chat et en 1964 en ce qui concerne ces derniers. Le climat peut aussi constituer une menace pour l'écosystème de l'île comme lors d'El Niño en 1997 et 1998 qui a provoqué le blanchissement des coraux. Enfin, l'exploitation du guano a pu entraîner un déclin des colonies d'oiseau. En effet, seules quatre espèces y nidifient en 1965 mais les importantes réserves de guano pouvaient laisser présager d'une occupation plus importante bien qu'aucun inventaire sur ces animaux n'a été entrepris avant cette activité. En ce qui concerne les espèces végétales, onze d'entre elles ont été introduites sur l'île dans les années 1930 mais elles n'ont pu s'implanter en raison de la présence des rats et des bernards l'hermite ainsi que des conditions climatiques.

## Administration et protection
L'île Baker constitue un territoire non organisé et non incorporé administré depuis Washington par l'United States Fish and Wildlife Service.
Elle est incluse dans une aire protégée sous le nom de refuge faunique national de l'Île-Baker, en anglais Baker Island National Wildlife Refuge, couvrant une superficie de 1 659 km2 répartie en 2,15 km2 de surface terrestre et 1 656,85 km2 pour les eaux environnantes. Le personnel de l'United States Fish and Wildlife Service qui gère cette aire protégée la visite tous les deux ans et des scientifiques sont parfois autorisés à s'y rendre.
Le refuge faunique national de l'Île-Baker fait partie du Pacific Remote Islands Marine National Monument, un monument national américain créé en 2009.

## Transport
L'île Baker est peu accessible en raison de son isolement, de l'autorisation requise de l'United States Fish and Wildlife Service et de l'absence d'infrastructures de transport : aucun mouillage ni port n'est aménagé et la piste de l'aérodrome construit durant la Seconde Guerre mondiale (code AITA : BAR) est impraticable car recouverte par la végétation. Il faut huit jours de navigation pour rallier l'île Baker depuis Honolulu.